# F-Zero GX
F-Zero AX
F-Zero GX (エフゼロ ジーエックス, Efu-Zero Jī Ekkusu) est un jeu vidéo de course développé par Amusement Vision (studio de Sega) et édité par Nintendo, sorti sur GameCube en 2003. Une version proche de ce jeu est sortie en arcade sous le nom F-Zero AX.

## Système de jeu
Le jeu reprend une partie du gameplay de F-Zero X, sorti sur Nintendo 64. Le joueur pilote un véhicule et fait des courses sur des circuits parfois très complexes proches des montagnes russes.
Un bouton permet d'accélérer, un autre de freiner, les boutons sur les tranches de la manette permettent de se déplacer sur les côtés en activant un des freins latéraux. Un autre bouton permet de déclencher une accélération, ceci consommant l'énergie du véhicule. La jauge d'énergie diminue également quand le véhicule se cogne à des rampes de sécurité aux bords de la piste ou à d'autres véhicules, ce qui rend l'utilisation des accélérations dangereuses dans les circuits sinueux. Pour la recharger, il suffit de passer dans les « stands », des bandes violettes au sol dans un endroit précis du parcours.
Les courses comptent invariablement trois tours : un premier tour pendant lequel il n'est pas possible d'utiliser d'accélération, puis deux tours où cela est possible. Cette règle permet de ne jamais avoir deux tours totalement identiques : le premier tour est le plus lent, le second verra le joueur prendre beaucoup de vitesse avec l'utilisation des accélérations, et le troisième tour est le plus dangereux puisqu'il sera rapide dès le début et verra les vaisseaux qui n'ont pas rechargé leur jauge d'énergie être complètement détruits.

## Modes de jeu
- Grand Prix : il s'agit de faire toutes les courses d'une coupe (cinq coupes au total, cinq courses par coupe) contre de nombreux concurrents (29), et de tenter de finir premier au classement général. Il est possible de faire les grand prix dans différents modes de difficulté. La réussite d'un « Grand prix » en difficulté Master (la plus haute) débloque une petite vidéo du personnage avec lequel l'épreuve a été remportée.

- Versus Battle : faites des courses jusqu'à quatre joueurs. Dans un jeu à deux ou trois, l'ordinateur peut simuler le(s) joueur(s) manquant(s). Certains circuits sont toutefois modifiés dans ce mode (simplification des décors…).

- Time Attack : ce mode propose de faire des courses seul sur le circuit et sauvegarde les meilleurs temps. Il est possible de sauvegarder son « fantôme » et de concourir contre lui. On peut également débloquer les fantômes des développeurs, et tenter de les battre, quoi que ce soit très difficile.

- Practice : entrainement sur les mêmes circuits que ceux du championnat ; le nombre de tours, de concurrents, ainsi que leur niveau peuvent être modifiés.

- Story : neuf missions imposées racontant chacune une courte histoire centrée sur Captain Falcon, qui débloquent, lorsqu'elles sont réussies, des vidéos. Il faut réussir chaque mission pour pouvoir débloquer la suivante. Trois niveaux de difficulté sont disponibles pour chaque mission. Une mission réussie au troisième niveau de difficulté débloque l'un des neuf personnages cachés. Ces nouveaux arrivants n'apparaissaient pas dans les précédents opus de la série.

- Replay : permet de revoir les courses sauvegardées en mode Grand Prix. Plusieurs angles de caméras et différentes vues sont disponibles ; il est également possible d'écouter l'une des musiques du jeu et de regarder la course d'un adversaire.

- Customize : il est possible pour le joueur de construire son propre véhicule, à partir des pièces débloquées dans les modes Grand Prix et Story, ainsi que de changer leur apparence (couleur et emblèmes, du jeu ou créés par le joueur) ;

- Pilot Profiles : une mini-biographie, une musique et une mini-vidéo dédiée à chaque pilote.

## Équipe de développement
- Producteur : Toshihiro Nagoshi ;
- Réalisateur : Hiroyuki Sakamoto ;
- Program Director : Tetsuya Kaku ;
- Course Design Director : Junichi Yamada ;
- Stage Design Director : Daisuke Satō ;
- Motion Design Director : Manabu Tsukamoto ;
- Character Design Director : Sanae Takeda ;
- Programmeurs : Yoshinori Suzuki, Naohiro Hirao, Yutaka Ito, Kazunori Oyama, Norio Haga, Hirohito Horino, Koji Tokieda, Nobuyuki Miura, Shoji Katsuragawa, Toyo Teramoto ;
- Character & Machine Designers : Toshihiro Fujimaki, Jun Yukawa, Naoki Someya, Michihiko Hatoyama ;
- Stage Designers : Yukio Oda, Ken-Ichiro Yasutomi, Nobuaki Mitake, Mari Sasaki, Miho Nakamura.

## F-Zero AX
F-Zero AX est un jeu vidéo de course de vaisseaux futuristes développé par Amusement Vision et édité par Sega, sorti sur borne d'arcade Triforce en 2003.
Cette version dérivée de F-Zero GX permet une connectivité avec ce dernier. Ainsi, grâce à un port dédié aux cartes mémoires GameCube, le joueur a la possibilité d'utiliser sa sauvegarde de F-Zero GX afin de piloter tous les vaisseaux débloqués et personnalisés du jeu dans la version AX. De même, les vaisseaux remportés sur la borne d'arcade peuvent être utilisés dans la version GX.